# Большая Расья
Большая Расья — река в России, протекает в Красновишерском районе Пермского края. Устье реки находится в 255 км по левому берегу реки Вишера. Длина реки составляет 25 км.
Исток реки на отрогах Северного Урала на восточных склонах горы Кир-Камень в 21 км к югу от посёлка Велс. Река течёт на север, затем на северо-запад, всё течение проходит по ненаселённой местности, среди холмов, покрытых тайгой. Течение — быстрое, носит горный характер. Впадает в Вишеру у покинутой деревни Усть-Гаревая в 10 км к юго-западу от посёлка Велс. Ширина реки у устья — около 8 метров.

## Данные водного реестра
По данным государственного водного реестра России относится к Камскому бассейновому округу, водохозяйственный участок реки — Кама от водомерного поста у села Бондюг до города Березники, речной подбассейн реки — бассейны притоков Камы до впадения Белой. Речной бассейн реки — Кама.
По данным геоинформационной системы водохозяйственного районирования территории РФ, подготовленной Федеральным агентством водных ресурсов:
- Код водного объекта в государственном водном реестре — 10010100212111100004402
- Код по гидрологической изученности (ГИ) — 111100440
- Код бассейна — 10.01.01.002
- Номер тома по ГИ — 11
- Выпуск по ГИ — 1